# Proterhinus fimbriatus
Proterhinus fimbriatus is een keversoort uit de familie Belidae. De wetenschappelijke naam van de soort is voor het eerst geldig gepubliceerd in 1989 door Zimmerman & Perrault.